# Laberintos de pasión
 (срп. Лавиринти страсти) мексичка je теленовела, продукцијске куће Телевиса, снимана током 1999. и 2000.

## Синопсис
Десетогодишња Хулијета живи са својим дедом Мигелом Велдерамом у мексичком сеоцету Сан Висенте. Време проводи дружећи се са Педром и Кристобалом, дечацима нешто старијим од себе, који су синови богатог земљопоседника Хенара Валенсије. Хенаро не одобрава то пријатељство — сматра Хулијету мање вредном од својих синова, а притом не подноси њеног деду, и то због тога што старац не жели да му прода своју земљу. Бесан јер не може да се домогне поседа који жели, Хенаро наређује свом слуги да се реши Мигела, па он подмеће пожар у којем старац страда.
Валенсија се у ствари обогатио захваљујући браку са добродушном Софијом. Није веран супрузи — вара је са њеном рођаком Кармином, која живи са њима на хацијенди. У међувремену у село се враћа сликар Габријел Алмада, који преузима бригу о Хулијети након Мигелове смрти. Габријел је у младости био заљубљен у Софију, а када схвати да она није срећна крај супруга одлучује да је поново освоји. Она пристаје да побегне са њим и планира да са собом поведе и децу. Међутим, Хенаро сазнаје за њене планове и убија је. Након тога Габријел је принуђен да напусти село, а са собом одводи Хулијету.
Годинама Касније, Хулијета одлучује да се врати у завичај — израсла је у прелепу жену и постала докторка. Габријел такође долази са њом подижући са собом Хенарову мржњу која ни после толико година није могла да остане иза њих. Са друге стране, мржњу осећа и Педро, који је једном приликом видео мајку како се љуби са Габријелом. У међувремену, Хенаро на хацијенду доводи своју младу рођаку Надију, која је наследила огромно богатство. Он жели да реши своје новчане проблеме користећи њено наследство.
Надија је лепа, али подла жена која жели да постане газдарица хацијенде. Заводи Кристобала, а онда почиње да се удвара Педру. Истовремено, Хулијета схвата да се заљубила у Педра, те да он гаји иста осећања према њој. Међутим, Надија све време сплеткари, па повређена Хулијета утеху тражи на Габријеловом рамену. Тада је очекује велико изненађење — очинска љубав коју је сликар осећао према њој, претворила се у болесну страст и опсесију. Педро схвата шта се дешава и ван себе је од беса — Габријел није завео само његову мајку раније, већ сада покушава да му отме и жену коју воли. Са друге стране, Хулијета не зна шта да ради. Може да настави да се бори за Педрову љубав или да прихвати сигурност и миран живот који јој нуди знатно старији Габријел.

## Улоге
| Глумац                  | Улога                     |
| ----------------------- | ------------------------- |
| Летисија Калдерон       | Хулијета Валдерама        |
| Франсиско Гаторно       | Педро Валенсија           |
| Сесар Евора             | Габријел Алмада           |
| Мануел Охеда            | Хенаро Валенсија          |
| Моника Санчез           | Надија Роман              |
| Педро Армендариз Јуниор | свештеник Матео Валенсија |
| Алма Делфина            | Софија де Валенсија       |
| Азела Робинсон          | Кармина Ролдан            |
| Арон Ернан              | Лауро                     |
| Абрахам Рамос           | Кристобал Валенсија       |
| Марија Рубио            | Офелија                   |
| Еухенио Кобо            | Артуро                    |
| Тиере Сканда            | Росио                     |
| Сокоро Бониља           | Матилде                   |
| Силвија Манрикез        | Сара                      |
| Луз Марија Херез        | Мариса                    |
| Амира Крусат            | Магдалена Гарсија         |
| Давид Рамос             | Дијего Гарсија            |
| Ектор Саез              | Хуан Гонзалес             |
| Антонио де ла Вега      | Бенхамин Сандовал         |
| Најели Даинзу           | Алехандра Сандовал        |
| Хосе Антонио Фарал      | Понсијано                 |
| Леонор Бониља           | Ребека Феранандез         |
| Милтон Кортес           | Хавијер Медина            |
| Рикардо Вера            | управник Мендоса          |
| Сусана Контрерас        | Хеновева                  |
| Елиса Кол               | Оливија                   |
| Линда Мехија            | Ана Мари                  |
| Бенхамин Ислас          | Флоренсио                 |